# Crotalaria paulina
Crotalaria paulina är en ärtväxtart som beskrevs av Franz von Paula Schrank. Crotalaria paulina ingår i släktet sunnhampor, och familjen ärtväxter. Inga underarter finns listade i Catalogue of Life.